# 绢毛木蓝
绢毛木蓝（学名：Indigofera hancockii）为豆科木蓝属下的一个种。

## 扩展阅读
維基物種上的相關：绢毛木蓝